# Forces (outil)
Pour les articles homonymes, voir Force.

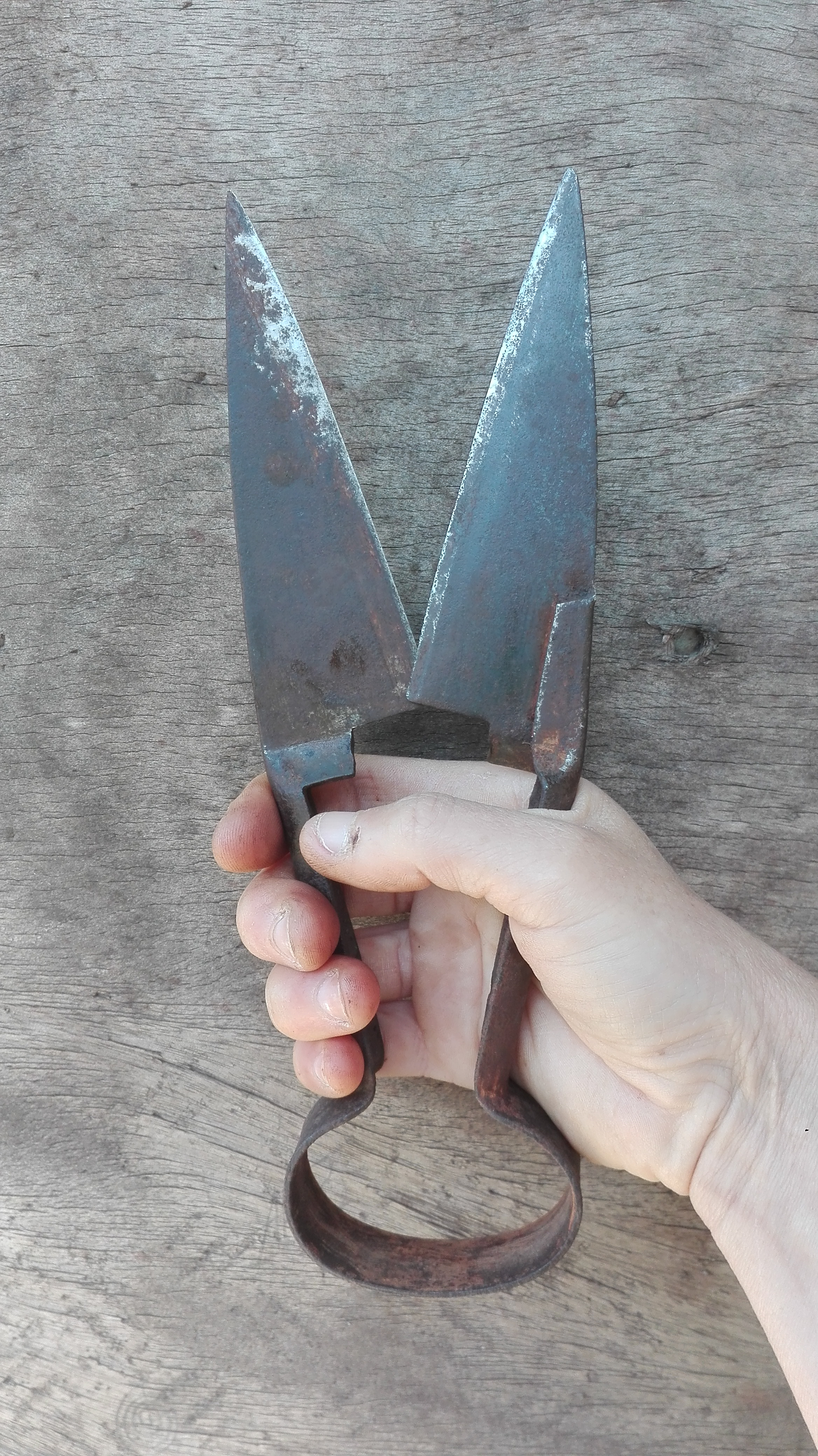
Tenue des ciseaux forces à tondre les moutons

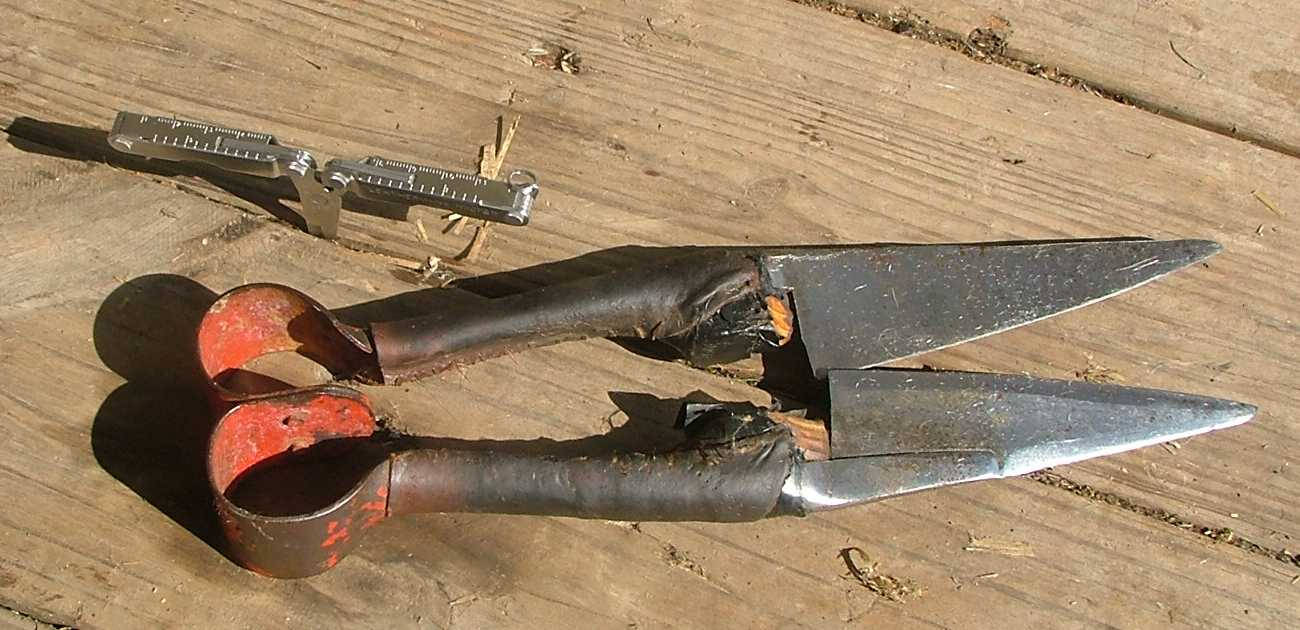
Forces à tondre rivetées

Les forces sont des outils ou instruments de coupe dotés de deux lames qui se chevauchent et travaillent en cisaillement et qui sont réunies par un ressort en acier, le tout formant généralement une seule pièce.
La taille de l'outil, et notamment la longueur des lames varie selon les usages. Les petites forces sont des « forcettes ».
Les forces ont généralement un ressort simple, mais il en existe aussi à ressort double. Le tranchant des lames peut être droit ou courbe. Les forces se manient d'une seule main.
Les forces sont représentés en héraldique sur le blason de certaines communes d'Europe et de certaines corporations.

## Usages

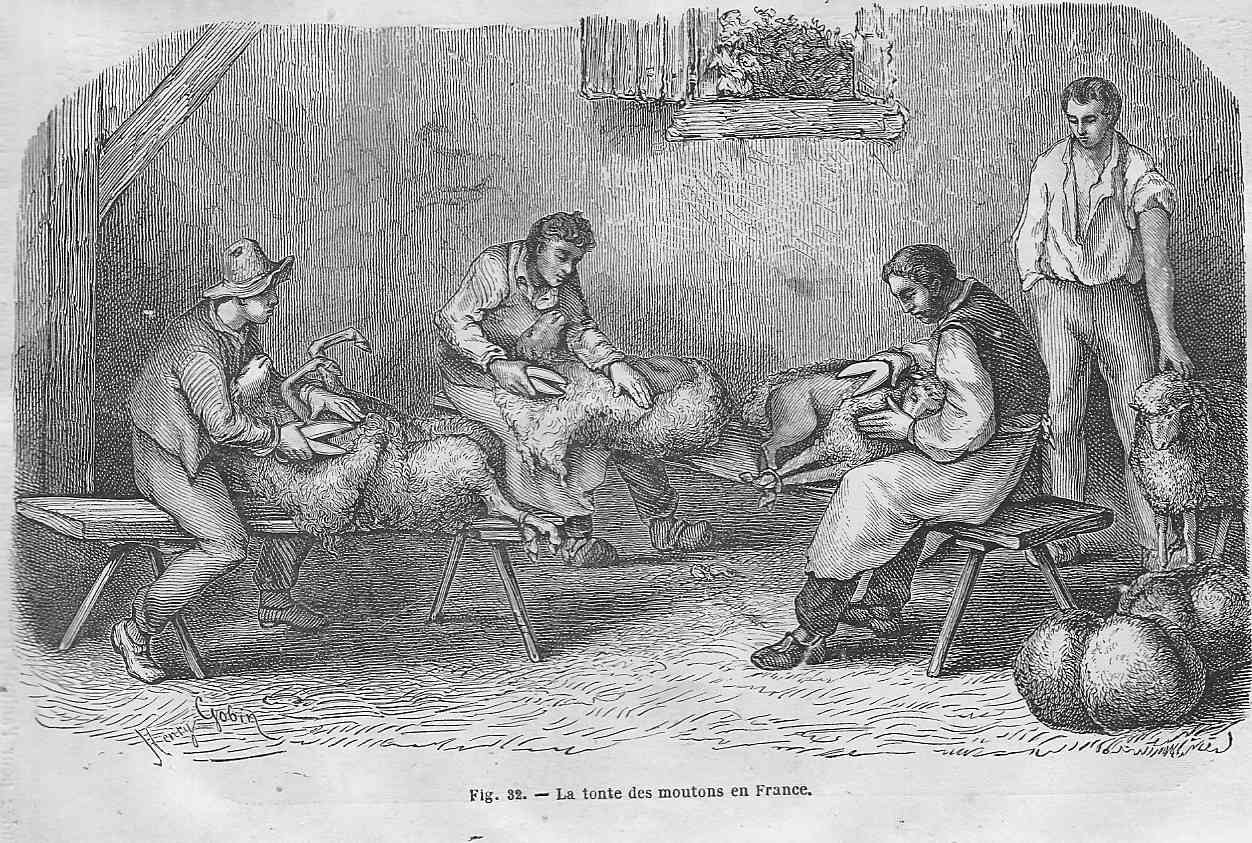
Tonte de moutons aux forces

Ces instruments servent notamment en couture et en broderie pour couper fils ou tissus (forces de couturière ou de dentellière). Dans l'industrie textile, les drapiers utilisaient autrefois des forces de grande taille pour procéder à la « tonte » des draps, opération de finition remplacée par la suite par des machines tondeuses.
Les forces sont aussi utilisées en jardinage pour la tonte des bordures de gazon à la main, pour l'entretien des bonsaï, ou dans l'art topiaire. 

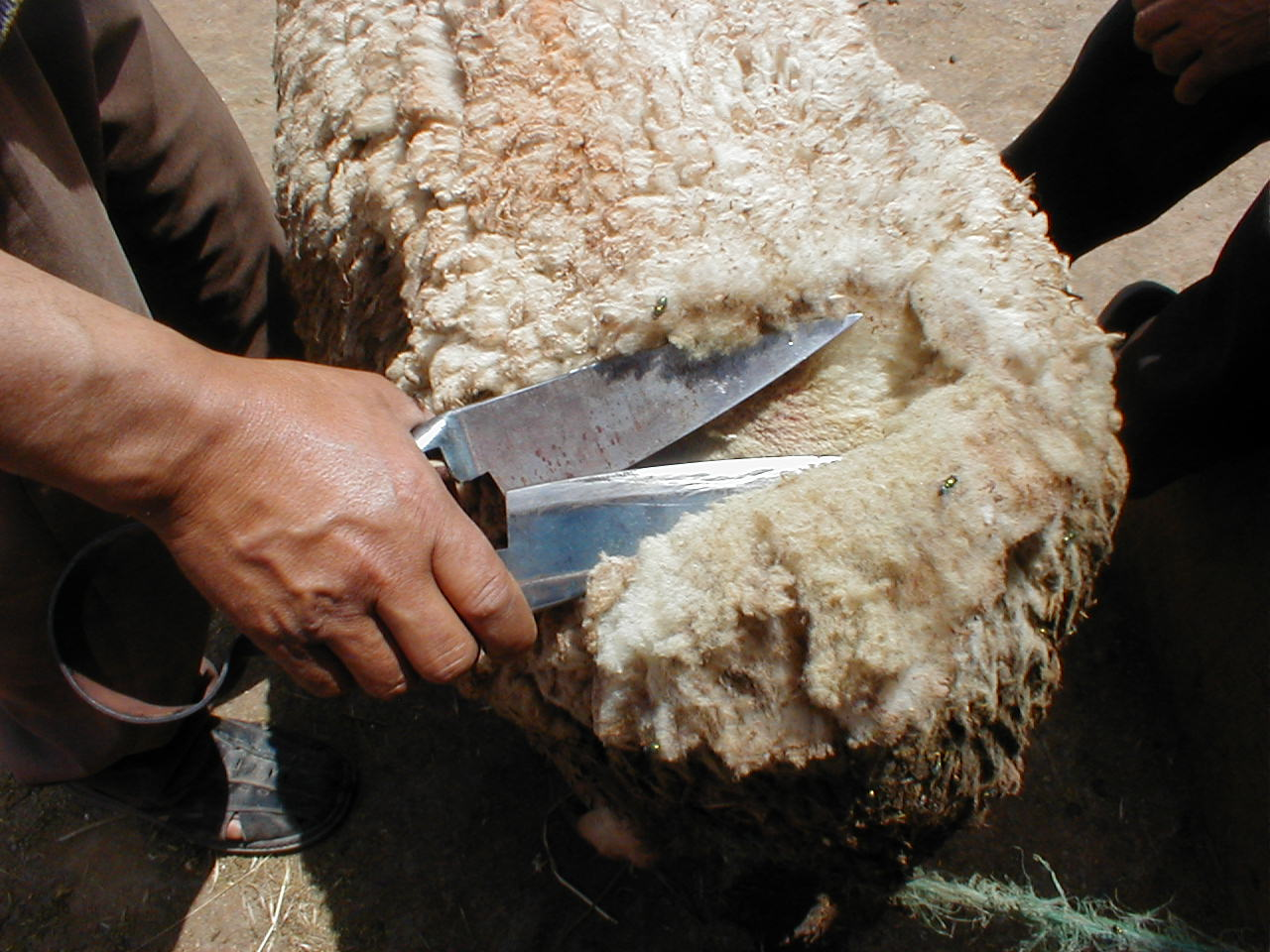
Tonte aux forces

Dans le domaine de l'élevage, les tondeurs se servent historiquement de forces pour récolter la laine des moutons lors de la tonte de même que pour les autres animaux à laine (forces de pasteur, aujourd'hui remplacées par la tondeuse électrique) ; les maquignons s'en servaient aussi pour marquer les animaux achetés.
Les Japonais utilisent en cuisine des forces de petite taille, appelées hatsuru, pour ciseler les fines herbes et faire des sculptures sur légumes.

## Étymologie
Le terme « forces », daté en français d'avant 1135, est un nom féminin pluriel, issu du latin forcices, pluriel de forcex qui désignait des cisailles.

## Galerie

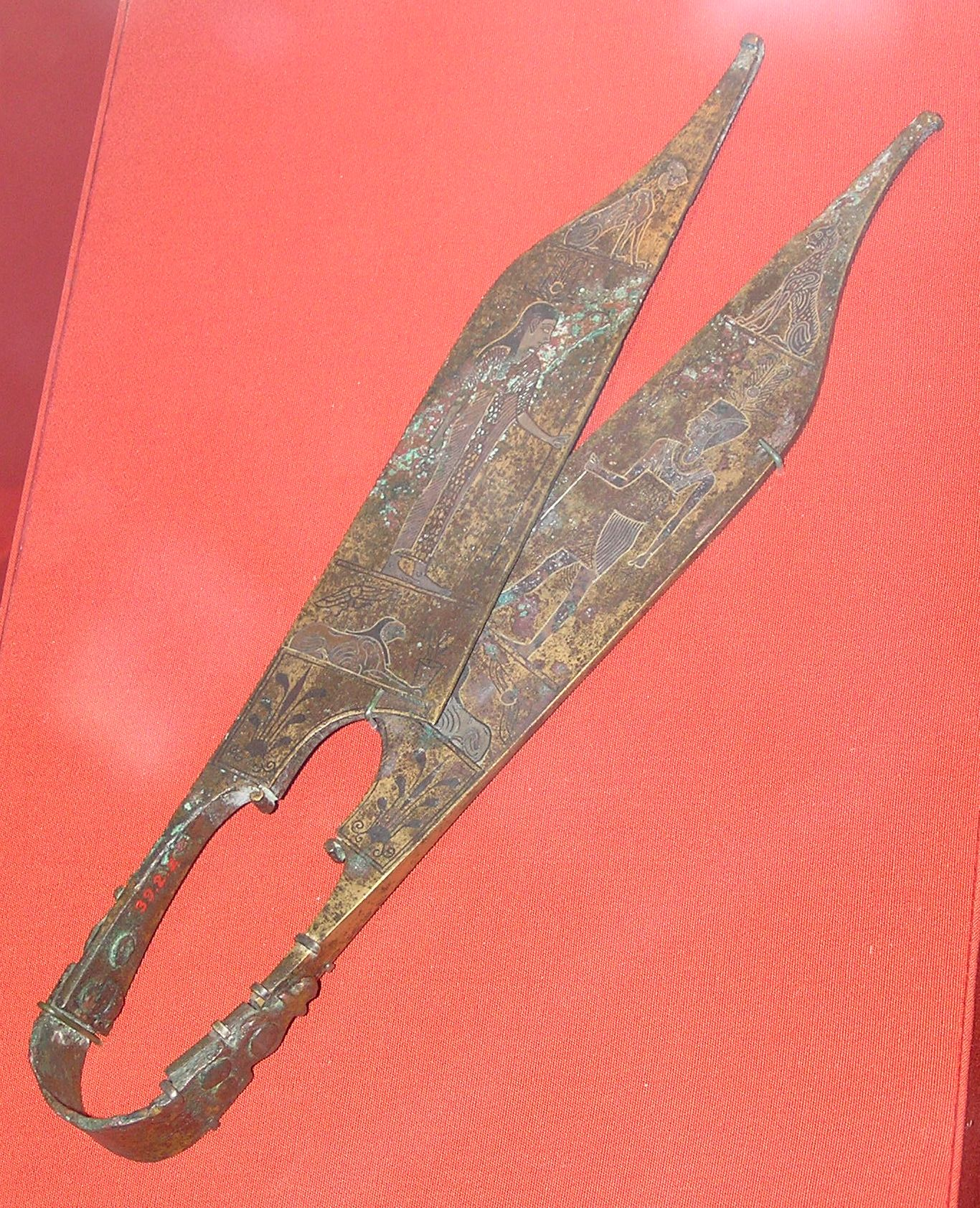
Forces du IIe siècle trouvée en Anatolie.
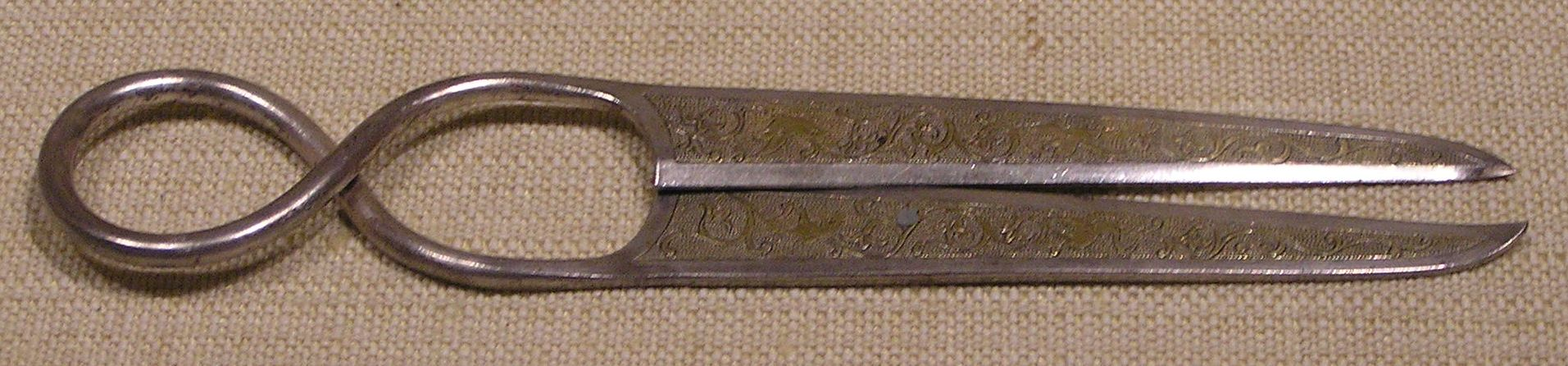
Forces chinoises datant de la dynastie des Tang (618-907).
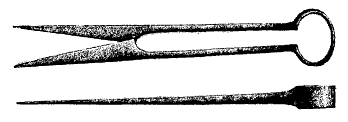
Forces suédoises de l'âge du fer, trouvée à Hemse, sur l'île de Gotland.
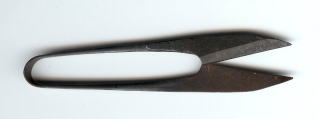
Forces japonaises (Wabasami (和鋏?)).
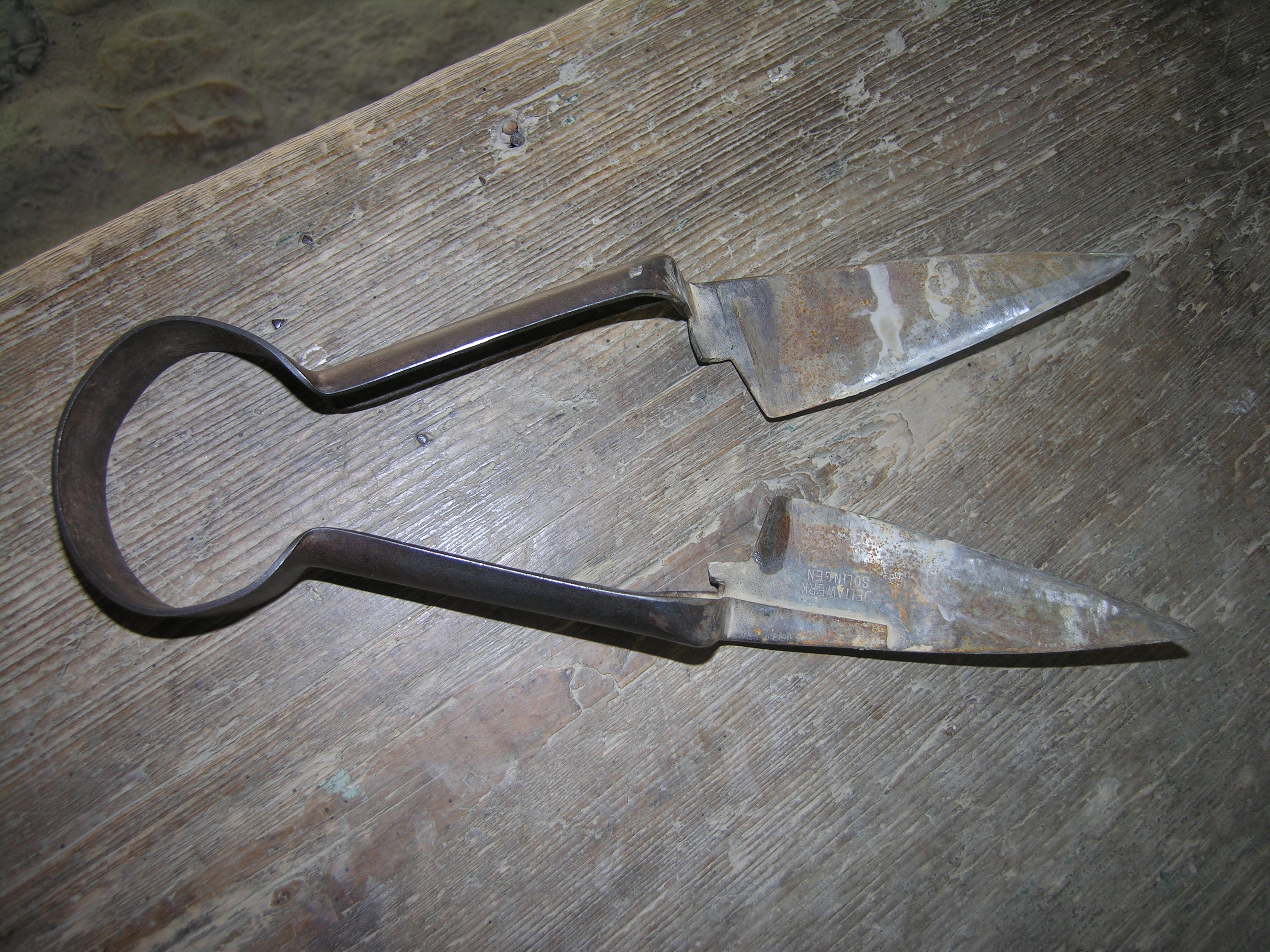
Forces à laine.
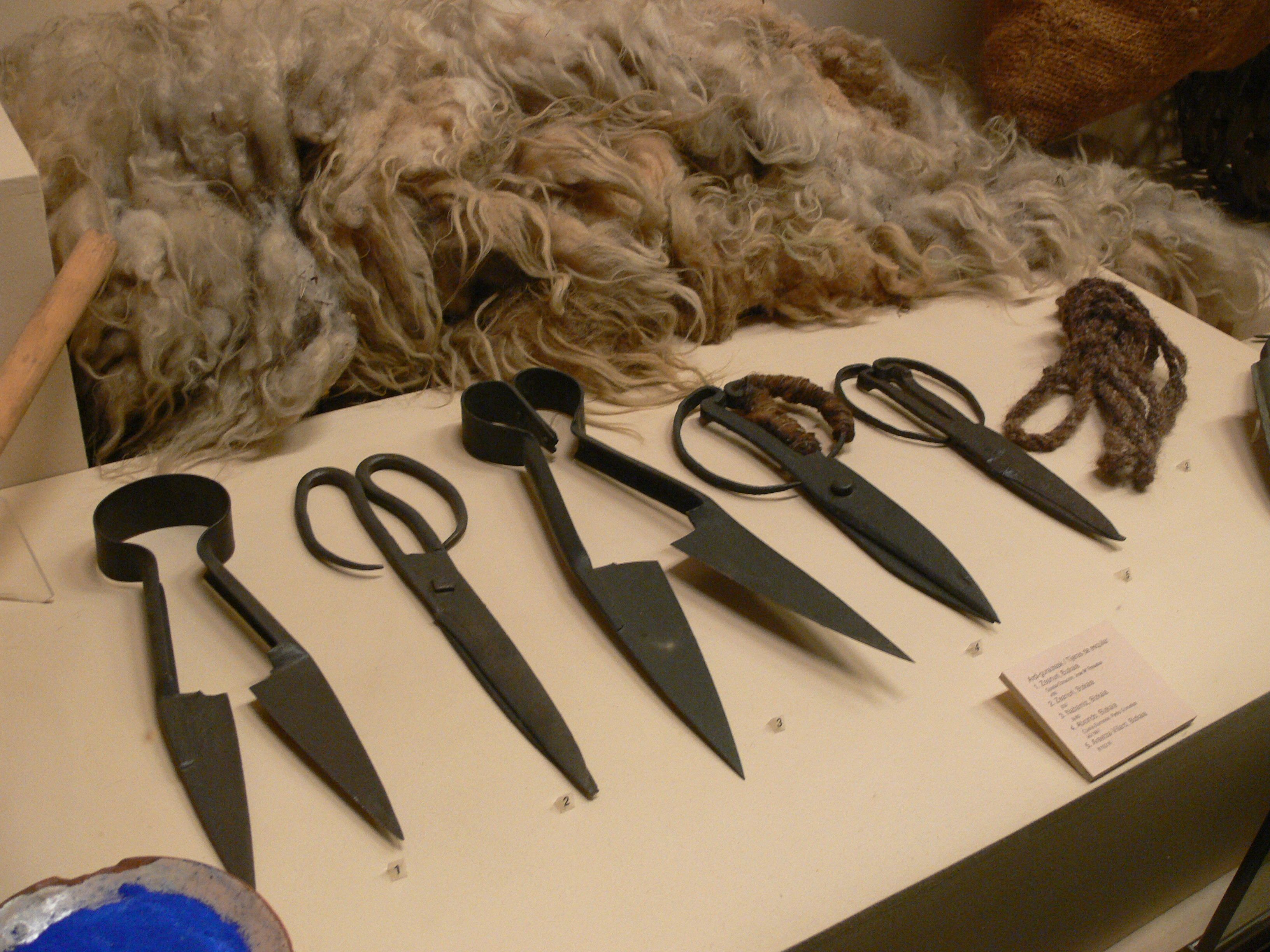
Forces et ciseaux à laine. Musée basque de Bilbao.
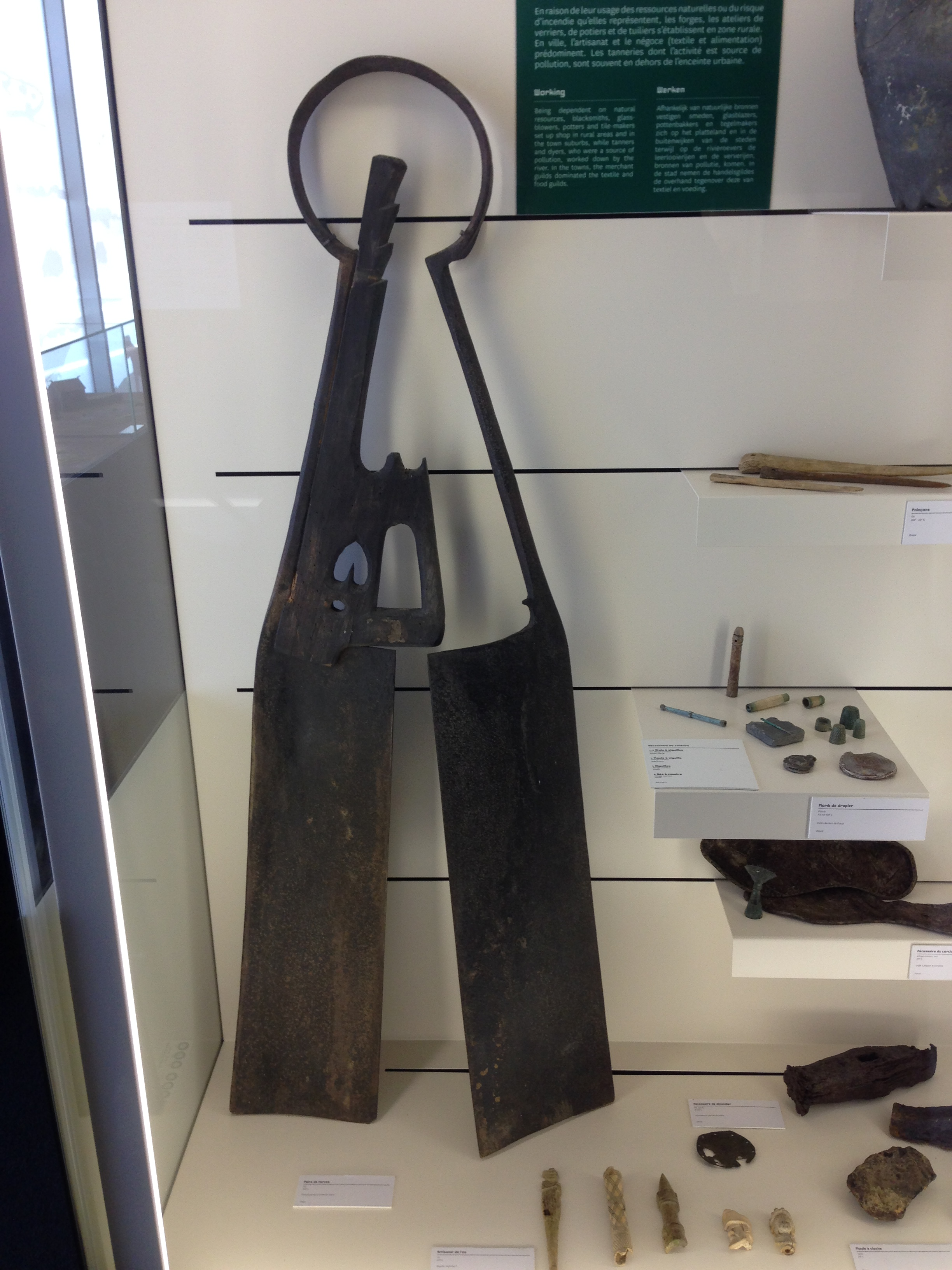
Forces pour les draps au Musée archéologique Arkéos.
Blason de Borås (Suède).